# يوم في أوروبا (فلم)
فيلم يوم في أوروبا من إنتاج ألماني تدور خلال مباراة نهائي أبطال أوروبا لكرة القدم بين فريقي غالاتاسري التركي وديبورتيفو لا كورونيا الإسباني في موسكو، لتلقي بظلالها على اهتمام الجماهير والمشجعين في أنحاء العالم كافة، ملسطا الضوء على تنوع المشجعين والحب الكبير لهذه اللعبة.

## احداث الفيلم
ويسرد الفيم أربع قصص بين موسكو وألمانيا وتركيا وإسبانيا تتداخل فيها امر مشترك وهي المباراة الدائرة بين الفريقين
- الأولى تدور أحداثها في موسكو حين تتعرض امراة إنجليزية للسرقة من قبل سائق للتاكسي، وتهب لنجدتها سيدة روسية مسنة، وتتفاهمان بصعوبة رغم اختلاف اللغة، لتتوجها إلى مركز الشرطة بغية الإبلاغ عن السرقة، وهناك تنشغل الشرطة بالمشجعين لكرة القدم، وينسون أمرهما، وتمضيان ساعات طويلة في القسم قبل حصولها على تقرير البلاغ بالسرقة.
- اما القصة الثانية تدور في تركيا حول سائح ألماني يقوم بتزييف سرقة أمتعته من أجل الحصول على تقرير للتأمين في بلاده لتعوضه، وهنا في مخفر الشرطة تنشغل الشرطة المحلية في المباراة وتترك الشاب هنالك، ليتعرف على أساليب التحقيق التركية، ويبرز المخرج هنا تقارب العلاقات الألمانية التركية واللغة التي تسقط الحواجز الثقافية.
- والقصة الثالثة تدور أحداثها في إسبانيا، حين يتعرض أحد الحجاج الهنغاريين أمام مقر سانتياغو دي كومبوستيلا للنهب من قبل شخص وسرقة كاميرته التي تحتوي أرشيفا لرحلة الحج، وهي ذات قيمة روحية بالنسبة له، ليطلب المساعدة من رجل الشرطة هناك، حيث تواجهه مشكلة في الحصول على استعادتها، فيخرج القرار الأخير وسط انشغال الشرطة في أحداث المباراة، بأنه لم يتعرض للسرقة، ولا توجد دلائل وهكذا تتنقل الأحداث بين مدينة وأخرى،
- وتصل القصة الرابعة إلى مدينة برلين الألمانية ومحاولة زوجين فرنسيين الحصول على تقرير مزور لسرقة أمتعتهما في برلين، لأنهما مفلسان. ولكن رغم أنشغال الشرطة في المباراة، إلا أنهما أذكى من الزوجين اليائسين، الذين يقودان مغامرة بعد سرقة سيارة الشرطة.

## ترشيحات وجوائز
تم ترشيح الفيلم لجائزة الدب الذهبي في مهرجان برلين الدولي للأفلام العام 2005، ولجائزة السوسن الذهبية في مهرجان بروكسل للفيلم الأوروبي في العام 2005.

## روابط خارجية
- مقالات تستعمل روابط فنية بلا صلة مع ويكي بيانات